# De Havilland Dove
De De Havilland Dove is een Engels tweemotorig metalen laagdekker passagiersvliegtuig van vlak na de Tweede Wereldoorlog, gebouwd door De Havilland. Het toestel maakt zijn eerste vlucht in 1945.
De Havilland Dove was de naoorlogse opvolger van de succesvolle De Havilland Dragon Rapide. Vlak na de Tweede Wereldoorlog waren er grote hoeveelheden overtollige militaire Douglas DC-3 toestellen beschikbaar. Om hiermee te kunnen concurreren ontwierpen de constructeurs een modern toestel met innovaties zoals: constant-speed propellers, flaps en een intrekbaar driewiel landingsgestel met neuswiel. De Dove werd voortgedreven door twee zescilinder Gipsy Queen lijnmotoren. Grote aandacht was er ook voor eenvoudig onderhoud. Motoren, stuurvlakken (rolroer, hoogteroer) en andere onderdelen moesten snel en eenvoudig kunnen worden vervangen. 
De Dove werd meestal met twee bemanningsleden gevlogen. Het vliegtuig was voorzien van een anti-ijsvorming installatie in de vleugels. Piloten vonden het toestel eenvoudig te vliegen en waardeerden de milde, en dus veilige, overtrekeigenschappen.
Er konden, afhankelijk van de cabine configuratie 6-11 passagiers mee inclusief bagage in een apart vrachtruim. Er was tevens een (verwijderbare) toiletruimte aan boord.
De Dove heeft over de hele wereld gevlogen met zowel civiele als militaire gebruikers. Er zijn er in totaal 544 van gebouwd in diverse varianten. De Nederlandse luchtvaartmaatschappij Martinair heeft in zijn begintijd (jaren vijftig) ook met een De Havilland Dove gevlogen.   

## Varianten

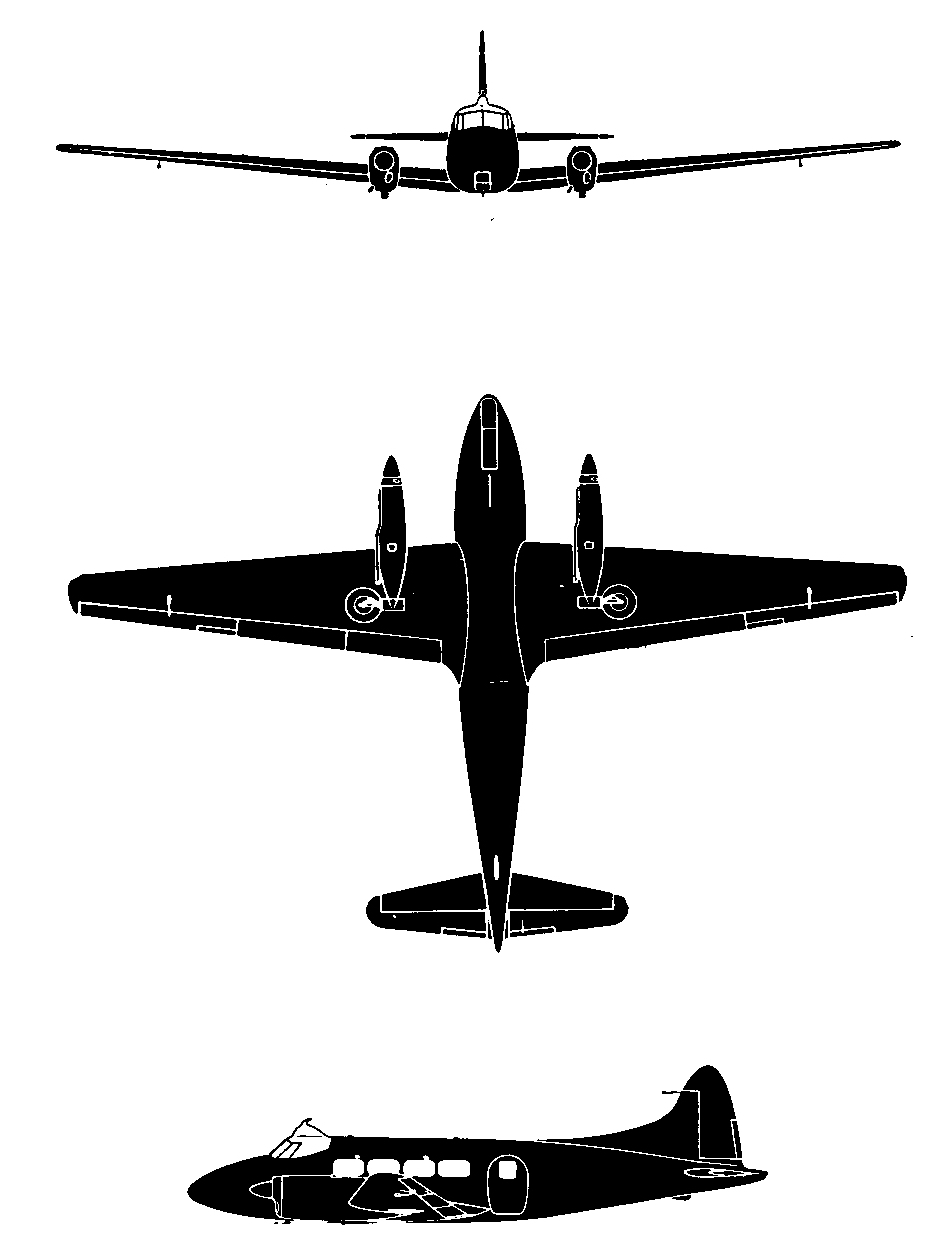
De Havilland Dove

Dove 1Toestel voor elf passagiers met 2 × Gipsy Queen zuigermotoren van 330-340 pk.
Dove 2Executive uitvoering voor 6 passagiers.
Dove 3Alleen een ontwerp, nooit gebouwd.
Dove 4Militaire transportversie.
Dove 5Gemodificeerde Dove 1, met 2 × 380 pk Gipsy Queen motoren.
Dove 6Zeszitter executive versie, met 2 × 380 pk Gipsy Queen motoren.
Dove 7Gemodificeerde Dove 5, met 2 × 400 pk Gipsy Queen motoren.
Dove 8Gemodificeerde Dove 6, met 2 × 400 pk Gipsy Queen motoren.
Carstedt Jet Liner 600Dove conversie met 2 × 605 pk Garret turboprop motoren.
Dove RileyConversie met 2 × 400 pk Lycoming achtcilinder boxermotoren.
Een doorontwikkeling van de Dove was de viermotorige De Havilland Heron.